# (1881) Shao
(1881) Shao (1940 PC) – planetoida z pasa głównego asteroid okrążająca Słońce w ciągu 5,64 lat w średniej odległości 3,17 j.a. Odkryta 3 sierpnia 1940 roku.